# شعله جاودانی جان اف کندی

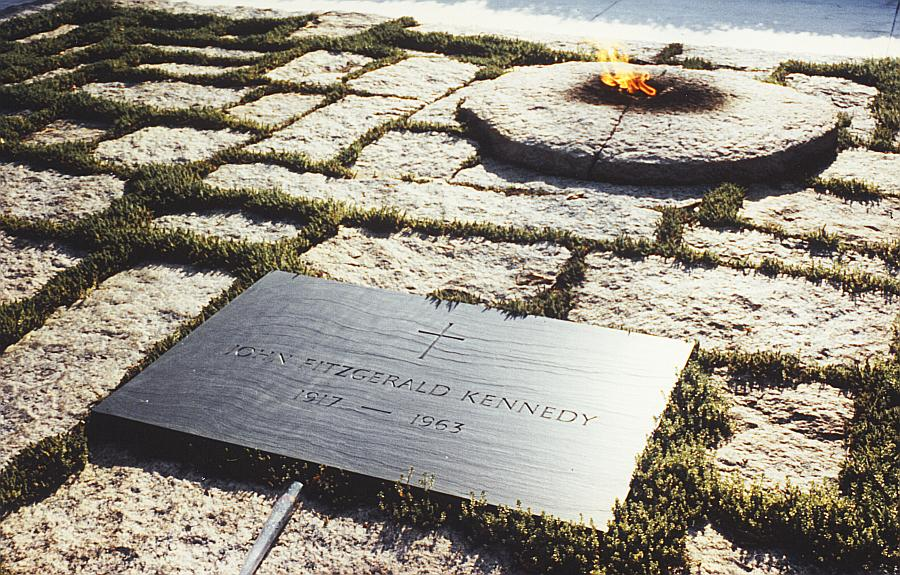

شعله جاودانی جان اف کندی (به انگلیسی: John F. Kennedy Eternal Flame) یک مکان یادبود به افتخار جان اف کندی است. این یادبود در آرامگاه ملی آرلینگتون قرار دارد.
فکر اولیهٔ یک شعله جاودانی برای آرامگاه جان اف کندی متعلق به همسر وی ژاکلین کندی است که از یک تئاتر بنام Camelot مشتق شده بود.